# ВЛ62
ВЛ62 (до 1963 — Н62) — радянський дослідний електровоз змінного струму. По конструкції механічної частини і кузова уніфікований з електровозом ВЛ60, але на відміну від нього регулювання напруги здійснювалося по стороні вищої напруги (на ВЛ60 регулювання здійснювалося по стороні нищої напруги). Перший радянський магістральний електровоз обладнаний силовими випрямними установками, в будові яких використовувалися діоди.

## Проектування і виробництво
Незважаючи на те, що на радянських залізницях до початку 1960-х досить успішно працювали електровози з випрямними установками, виконаних на ігнітронах (наприклад, НО і Н6О), конструктори розуміли всі недоліки таких установок: громіздкість, рідинна система охолодження, вузький інтервал робочої температури (близько 35°C). Тоді як, кремнієві випрямлячі менші за розмірами, мають дуже широкий діапазон робочої температури (до 140°C), а їхній високий ККД дає меншу тепловіддачу, що дозволяє застосувати повітряну систему охолодження. До того ж вони стійкі до постійних вібрацій які виникають під час руху локомотива.
В 1959 році МШС замовило виготовлення шестивісного вантажного електровоза змінного струму з напівпровідниковими (кремнієвими) випрямлячами. Згідно з проектом, електровоз повинен був мати високовольтну схему регулювання напруги з індивідуальною системою випрямлення (на кожний двигун свій випрямляч). В лютому 1960 року проект завершили. Екіпажну частину, тягові двигуни, ряд допоміжних машин і апаратів запозичили від ВЛ60. Також паралельно створили проект для низьковольтного регулювання, це дозволилоб використати тяговий трансформатор (ОЦР-5600/25) від ВЛ60, і модернізувати конструкцію. Існував проект з застосуванням ТЕД НБ-413 на 950 В.
В червні 1960 року створили 2 технічних проекти, і на НЕВЗі розпочали виготовлення двох дослідних екземплярів, яким присвоїли позначення Н62 (новочеркаський, 62 модель, в 1963 машини перейменували в ВЛ62). В грудні 1961 року завершили монтаж електрообладнання. В жовтні 1962 року завод передав на залізниці МШС електровоз Н62-001 (ВЛ62-001), а в квітні 1963 — ВЛ62-002.

## Експлуатація
Спочатку електровози пройшли обкатку на дослідному кільці заводу, проводивши поїзди масою 5000—6000 т. На початку  1963 року електровози направили в локомотивне депо Кавказька Північно-Кавказької залізниці. Електровози наочно продемонстрували переваги кремнієвих випрямлячів, в результаті чого вже в 1962 році налагодили виробництво електровозів ВЛ60 (ВЛ60к) з аналогічними установками (але з груповим випрямленням: 1 установка на 3 двигуна), а в 1963 — і ВЛ80 (ВЛ80к). Серед недоліків варто відзначити схему вентиляції.
Що стосується тягових властивостей, то тут найкращі показники мав ВЛ62-001, оскільки конструктори обладнали дану машину 32 економічними тяговими позиціями, тоді як у ВЛ62-002 в наявності були лише 7 економічних позиції. Однак сама схема високовольтного регулювання на електровозах в СРСР майже не застосовувалася, лише на імпортованих (Ф, К, ЧС4). Тому ВЛ62-001 відправили на завод для модернізації. До 1967 року, через несправності згладжуючого реактора, від роботи відсторонили і ВЛ62-002. В 1969 році обидві машини  виключили з інвентарного парку МШС.